# 毛聂拉木蹄盖蕨
毛聂拉木蹄盖蕨（学名：Athyrium nyalamense var. puberulum）为蹄盖蕨科蹄盖蕨属下的一个变种。

## 扩展阅读
- 維基物種上的相關：毛聂拉木蹄盖蕨